# Baronia de Llagostera
La Baronia de Llagostera fou una jurisdicció senyorial erigida el 1375 sobre la senyoria, el lloc i el castell de Llagostera (Gironès) a favor de Gastó de Montcada i de Luna, que comprenia els castells de Malavella, Montagut i Cassà, la vila de Caldes de Malavella i les viles i llocs de Franciac, Santa Seclina, Caulers, Tossa i Lloret.
La senyoria de Llagostera havia estat concedida el 1288, pel rei Alfons II, al vescomte Dalmau (VI) de Rocabertí. El 1323, per mort del fill d'aquest, Guerau de Rocabertí, retornà a la corona, i el 1324 fou donada, per Jaume II, a l'avi del primer baró, Ot de Montcada i de Pinós, senyor de la baronia d'Aitona, segurament per a compensar el dot de l'última muller del rei, Elisenda de Montcada, germana d'Ot. La cessió de Llagostera va anar seguida, a inicis del 1326, de la dels castells de Caldes de Malavella i Cassà al mateix senyor, Ot de Montcada.
Pere III el 1375 va erigir la baronia de Llagostera formada pels dominis gironins dels Montcada –els castells de Llagostera i Malavella, la vila de Caldes, els llocs de Franciac, Santa Seclina i Caulès i els drets jurisdiccionals sobre Tossa i Lloret.
Passà als Cruïlles i, enmig d'una sèrie de plets, als Rocabertí-Tagamanent, als Vilarig i als Cruïlles de Castellfollit, alhora que els Montcada, marquesos d'Aitona, i llurs successors els ducs de Medinaceli també s'intitularen barons de Llagostera, fins que l'any 1865 Lluís Tomàs Fernández de Córdova va vendre les seves propietats a Llagostera.

## Senyors de Llagostera
| LLINATGES | PERÍODE   | SENYORS |
| --- | --------- | --- |
| Montcada | 1324-1423 | Ot de Montcada (1324-1341) Pere de Montcada (1341-1385) Gastó de Montcada (1385-1419) Roger de Montcada (1419) Elionor de Montcada (1419-1423) |
| Cruïlles | 1423-1576 | Pere Galceran I de Cruïlles (1423-1447) Martí Guerau I de Cruïlles (1447-1474) Pere Galceran II de Cruïlles (1474-1497) Francesc de Cruïlles (1497-1512) Martí Guerau II de Cruïlles (1512-1564) Jerònima Beneta Descoll (1564-1576)                                                                                       |
| Disputes | 1576-1595 | A)Dalmau de Rocabertí-Tagamanent B)Elisabet de Vilarig-Cruïlles |
| Disputes entre Montcada i Cruïlles                                                                                                  | 1595-1670 | A)Cruïlles: Guerau I de Cruïlles de Santa Pau (1595-1611) Guerau II de Cruïlles de Santa Pau (1611) Hug II de Cruïlles de Santa Pau (1611-1625) Galceran II de Cruïlles de Santa Pau (1625-1670) B)Montcada: Gastó II de Montcada (1595-1626) Francesc II de Montcada (1626-1635) Guillem Ramon IV de Montcada (1635-1670) |
| Montcada (Marquesos d'Aitona) | 1670-1756 | Miquel I de Montcada (1670-1674) Guillem Ramon de Montcada (1674-1727) Maria Teresa de Montcada (1727-1756) |
| Ducs de Medinaceli | 1756-1865 | Lluís Antoni Fernández de Córdova (1756-1768) Pere Alcántara Fernández de Córdova (1768-1789) Lluís Fernández de Córdova (1789-1806) Lluís Joaquim Fernández de Córdova (1806-1840) Lluís Tomàs Fernández de Córdova (1840-1865)                                                                                           |
| font: Mallorquí, Elvis. «Els termes de Llagostera:L'ordenació del paisatge i de la societat tradicionals». [Consulta: 6 març 2015]. |           | |